# قلعة ميلاجرد
قلعة ميلاجرد (بالفارسية: قلعه تپه میلاجرد) هي قلعة تاريخية تعود إلى عصر ميديون، وتقع في ميلاجرد.